# Cableado estructurado

Subsistemas del cableado estructurado:
1- Cableado de área de trabajo
2- Cableado horizontal
3- Cableado de administración (armario de cableado, rack)
4- Cableado vertical (central, backbone)
5- Centro de cálculo
6- Cableado de equipamiento (armario de entrada al edificio)
7- Cableado del campus (acometida, cableado entre edificios)

El cableado estructurado consiste en cables de par trenzado protegidos (Shielded Twisted Pair, STP) o no protegidos (Unshielded Twisted Pair, UTP) en el interior de un edificio con el propósito de implantar una red de área local (Local Area Network, LAN).
Suele tratarse de cables de pares trenzados de cobre, y/o para redes de tipo IEEE 802.3; no obstante, también puede tratarse de fibras ópticas o cables coaxiales.

## Elementos principales de un sistema de cableado estructurado

### Cableado horizontal
La norma del TIA/EIA-568-B define el cableado horizontal de la siguiente forma: el sistema de cableado horizontal es la porción del sistema de cableado de telecomunicaciones que se extiende del área de trabajo al cuarto de telecomunicaciones o viceversa.
El cableado horizontal se compone de dos elementos básicos: rutas y espacios verticales (también llamado "sistemas de pasada de datos horizontal"). Las rutas y espacios horizontales son utilizados para distribuir y soportar cable horizontal y conectar hardware entre la salida del área de trabajo y el cuarto de telecomunicaciones. Estas rutas y espacios son los "contenedores" del cableado horizontal.
1. Si existiera cielo raso suspendido se recomienda la utilización de canaletas para transportar los cables horizontales.
2. Una tubería de ¾ pulgadas por cada dos cables UTP.
3. Una tubería de 1 pulgada por cada cable de dos fibras ópticas.
4. Los radios mínimos de curvatura deben ser bien implementados.

El cableado horizontal incluye:
- Las salidas (cajas/placas/conectores) de telecomunicaciones en el área de trabajo (en inglés: work area outlets, WAO).
- Cables y conectores de transición instalados entre las salidas del área de trabajo y el cuarto de telecomunicaciones.
- Paneles (patch panels) y cables de empalme utilizados para configurar las conexiones de cableado horizontal en el cuarto de telecomunicaciones.

Se deben hacer ciertas consideraciones a la hora de seleccionar el cableado horizontal: contiene la mayor cantidad de cables individuales en el edificio.

#### Consideraciones de diseño
Los costes en materiales, mano de obra e interrupción de labores al hacer cambios en el cableado horizontal pueden ser muy altos. Para evitar estos costes, el cableado horizontal debe ser capaz de manejar una amplia gama de aplicaciones de usuario. La distribución horizontal debe ser diseñada para facilitar el mantenimiento y la relocalización de áreas de trabajo. El diseñador también debe considerar incorporar otros sistemas de información del edificio (por ej. televisión por cable, control ambiental, seguridad, audio, alarmas y sonido) al seleccionar y diseñar el cableado horizontal.

#### Topología
La norma EIA/TIA 568A hace las siguientes recomendaciones en cuanto a la topología del cableado horizontal: 
- El cableado horizontal debe seguir una topología estrella.
- Cada toma/conector de telecomunicaciones del área de trabajo debe conectarse a una interconexión en el cuarto de telecomunicaciones.

La distancia horizontal máxima no debe exceder los 90 m. La distancia se mide desde la terminación mecánica del medio en la interconexión horizontal en el cuarto de telecomunicaciones hasta la toma/conector de telecomunicaciones en el área de trabajo. Además se recomiendan las siguientes distancias: se separan 10 m para los cables del área de trabajo y los cables del cuarto de telecomunicaciones (cordones de parcheo, jumpers y cables de equipo).

#### Medios reconocidos
Se reconocen cinco tipos de cable para el sistema de cableado horizontal:
- Cables de par trenzado sin blindar (UTP) de 100 ohmios y cuatro pares.
- Cables de par trenzado apantallado (FTP) de 120 ohmios y cuatro pares.
- Cables de par trenzado blindado (STP) de 150 ohmios y cuatro pares.
- Cables de fibra óptica multimodo de 62.5/125 μm y 50/125 μm.
- Cables de fibra óptica monomodo de 9/125 μm.

### Cableado vertical obackbone
El sistema de cableado vertical proporciona interconexiones entre cuartos de entrada y servicios del edificio, cuartos de equipos y cuartos de telecomunicaciones. El cableado del backbone incluye la conexión vertical (Las canalizaciones Backbone pueden ser verticales u horizontales) entre pisos en edificios de varios pisos. El cableado del backbone incluye medios de transmisión (cables), puntos principales e intermedios de conexión cruzada y terminaciones mecánicas. El cableado vertical realiza la interconexión entre los diferentes gabinetes de telecomunicaciones y entre estos y la sala de equipamiento. En este componente del sistema de cableado ya no resulta económico mantener la estructura general utilizada en el cableado horizontal, sino que es conveniente realizar instalaciones independientes para la telefonía y datos. Esto se ve reforzado por el hecho de que, si fuera necesario sustituir el backbone, ello se realiza con un coste relativamente bajo, y causando muy pocas molestias a los ocupantes del edificio. El backbone telefónico se realiza habitualmente con cable telefónico multipar. Para definir el backbone de datos es necesario tener en cuenta cuál será la disposición física del equipamiento. Normalmente, el tendido físico del backbone se realiza en forma de estrella, es decir, se interconectan los gabinetes con uno que se define como centro de la estrella, en donde se ubica el equipamiento electrónico más complejo.
El backbone de datos se puede implementar con cables UTP y/o con fibra óptica. En el caso de decidir utilizar UTP, el mismo será de categoría 5e, 6 o 6A y se dispondrá un número de cables desde cada gabinete al gabinete seleccionado como centro de estrella.
Actualmente, la diferencia de coste provocada por la utilización de fibra óptica se ve compensada por la mayor flexibilidad y posibilidad de crecimiento que brinda esta tecnología. Se construye el backbone llevando un cable de fibra desde cada gabinete al gabinete centro de la estrella. Si bien para una configuración mínima Ethernet basta con utilizar cable de dos fibras, resulta conveniente utilizar cable con mayor cantidad de fibras (6 a 12) ya que la diferencia de coste no es importante y se posibilita por una parte disponer de conductores de reserva para el caso de falla de algunos, y por otra parte, la utilización en el futuro de otras topologías que requieren más conductores, como FDDI o sistemas resistentes a fallas. La norma EIA/TIA 568 prevé la ubicación de la transmisión de cableado vertical a horizontal, y la ubicación de los dispositivos necesarios para lograrla, en habitaciones independientes con puerta destinada a tal fin, ubicadas por lo menos una por piso, denominadas armarios de telecomunicaciones. Se utilizan habitualmente gabinetes estándar de 19 pulgadas de ancho, con puertas, de aproximadamente 50 cm de profundidad y de una altura entre 1,5 y 2 metros. En dichos gabinetes se dispone generalmente de las siguientes secciones:
- Acometida de los puestos de trabajo: dos cables UTP llegan desde cada puesto de trabajo.
- Acometida del backbone telefónico: cable multipar que puede terminar en regletas de conexión o en patch panels.
- Acometida del backbone de datos: cables de fibras ópticas que se llevan a una bandeja de conexión adecuada.

### Cuarto de entrada de servicios de cableado
- En cables, accesorios de conexión, dispositivos de protección, y demás equipos es necesario para conectar el edificio a servicios externos. Puede contener el punto de demarcación. Ofrecen protección eléctrica establecida por códigos eléctricos aplicables. Deben ser diseñadas de acuerdo a la norma EIA/TIA-569-A. Los requerimientos de instalación son:
  - Precauciones en el manejo del cable UTP
  - Evitar tensiones en el cable
  - Los cables no deben en rutarse en grupos muy apretados
  - Utilizar rutas de cable y accesorios apropiados 100 ohmios UTP y STP

### Sistema de puesta a tierra
El sistema de puesta a tierra y puenteo establecido en estándar ANSI/TIA/EIA-607 es un componente importante de cualquier sistema de cableado estructurado moderno. El gabinete deberá disponer de una toma de tierra, conectada a la tierra general de la instalación eléctrica, para efectuar las conexiones de todo equipamiento. El conducto de tierra no siempre se halla indicado en planos y puede ser único para ramales o circuitos que pasen por las mismas cajas de pase, conductos o bandejas. Los cables de tierra de seguridad serán puestos a tierra en el subsuelo.

### Atenuación
Las señales de transmisión a través de largas distancias están sujetas a distorsión que es una pérdida de fuerza o amplitud de la señal. La atenuación es la razón principal de que el largo de las redes tenga varias restricciones. Si la señal se hace muy débil, el equipo receptor no interceptará bien o no reconocerá esta información.
Esto causa errores, bajo desempeño al tener que retransmitir la señal. Se usan repetidores o amplificadores para extender las distancias de la red más allá de las limitaciones del cable. La atenuación se mide con aparatos que inyectan una señal de prueba en un extremo del cable y la miden en el otro extremo.
Atenuación es la pérdida de señal debido a la distancia de un punto a otro.

### Capacitancia del cable
La capacitancia o capacidad puede distorsionar la señal en el cable: cuanto más largo sea el cable, y más delgado el espesor del aislante, mayor es la capacitancia, lo que resulta en distorsión.
La capacidad es la unidad de medida de la energía almacenada en un capacitor y el cable al tener dos o más electrodos separados por un material dieléctrico se comporta básicamente como un capacitor.
Los probadores de cable pueden medir la capacidad de este par para determinar si el cable ha sido roscado o estirado. La capacidad del cable de par trenzado en las redes está entre 17 y 20 pF.

### Velocidad según la categoría de la red
- categoría 1: se utiliza para comunicaciones telefónicas y no es adecuado para la transmisión de datos ya que sus velocidades no alcanzan los 512 kbit/s.
- categoría 2: puede transmitir datos a  velocidades de hasta 4 Mbit/s.
- categoría 3: se utiliza en redes 10BaseT y puede transmitir datos a velocidades de hasta 10 Mbit/s.
- categoría 4: se utiliza en redes Token Ring y puede transmitir datos a velocidades de hasta 16 Mbit/s.
- categoría 5: puede transmitir datos a velocidades de hasta 100 Mbit/s.
- categoría 5e: puede transmitir datos a velocidades de hasta 1000 Mbit/s.
- categoría 6: Redes de alta velocidad hasta 1 Gbit/s.
- categoría 6A: Redes de alta velocidad hasta 10 Gbit/s.
- categoría 7: Redes de alta velocidad de hasta 10 Gbit/s y frecuencias hasta 600 MHz
- categoría 7A: Redes de alta velocidad de hasta 10 Gbit/s y frecuencias hasta 1000 MHz
- categoría 8: Redes de alta velocidad de hasta 40 Gbit/s y frecuencias hasta 2000 MHz

### Impedancia y distorsión por retardado
Las líneas de transmisión tendrán en alguna porción ruido de fondo, generado por fuentes externas, el transmisor o las líneas adyacentes. Este ruido se combina con la señal transmitida. La distorsión resultante puede ser menor, pero la atenuación puede provocar que la señal digital descienda al nivel de la señal de ruido. El nivel de la señal digital es mayor que el nivel de la señal de ruido, pero se acerca al nivel de la señal de ruido a medida que se acerca al receptor. Una señal formada por varias frecuencias es propensa a la distorsión por retardo causada por la impedancia, la cual es la resistencia al cambio de las diferentes frecuencias. Esta puede provocar que los diferentes componentes de frecuencia que contienen las señales lleguen fuera de tiempo al receptor. Si la frecuencia se incrementa, el efecto empeora y el receptor estará imposibilitado de interpretar las señales correctamente. Este problema puede resolverse disminuyendo el largo del cable. Nótese que la medición de la impedancia nos sirve para detectar roturas del cable o falta de conexiones. El cable debe tener una impedancia de 100 ohmios en la frecuencia usada para transmitir datos. Es importante mantener un nivel de señal sobre el nivel de ruido. La mayor fuente de ruido en un cable par trenzado con varios alambres es la interferencia. La interferencia es una ruptura de los cables adyacentes y no es un problema típico de los cables. El ruido ambiental en los circuitos digitales es provocado por las lámparas fluorescentes, motores, hornos de microondas y equipos de oficina como computadoras, fax, teléfonos y copiadoras. Para medir la interferencia se inyecta una señal de valor conocido en un extremo y se mide la interferencia en los cables vecinos.
- TIA-526-7 “Measurement of Optical Power Loss of Installed Single-Mode Fiber Cable Plant” – OFSTP-7 - (febrero de 2002).
- TIA-526-14-A “Optical Power Loss Measurements of Installed Multimode Fiber Cable Plant” – OFSTP-14 - (agosto de 1998).
- ANSI/TIA/EIA-568-B.1 de Alambrado de Telecomunicaciones para Edificios Comerciales, Parte 1: Requerimientos Generales, mayo de 2001.
- Adenda ANSI/TIA/EIA-568-B.1-1-2001, Adenda 1, Radio de Curvatura Mínimo para Cables de 4 Pares UTP y STP, julio de 2001.
- TIA/EIA-568-B.1-2 “Commercial Building Telecommunications Cabling Standard Part 1: General Requirements Addendum 2 – Grounding and Bonding Requirements for Screened Balanced Twisted-Pair Horizontal Cabling” - (febrero de 2003).
- TIA/EIA-568-B.1-3 “Commercial Building Telecommunications Cabling Standard Part 1: General Requirements Addendum 3 – Supportable Distances and Channel Attenuation for Optical Fiber Applications by Fiber Type” - (febrero de 2003)
- TIA/EIA-568-B.1-4 “Commercial Building Telecommunications Cabling Standard Part 1: General Requirements Addendum 4 – Recognition of Category 6 and 850 nm Laser Optimized 50/125 μm Multimode Optical Fiber Cabling” - (febrero de 2003)
- TIA/EIA-568-B.1-5 “Commercial Building Telecommunications Cabling Standard Part 1: General Requirements Addendum 5 – Telecommunications Cabling for Telecommunications Enclosures” – (marzo de 2004)
- TIA/EIA-568-B.1-7 “Commercial Building Telecommunications Cabling Standard Part 1: General Requirements Addendum 7 - Guidelines for Maintaining Polarity Using Array Connectors” – (enero de 2006)
- TIA/EIA-568-B.2 “Commercial Building Telecommunications Cabling Standard Part 2: Balanced Twisted-Pair Cabling Components” - (diciembre de 2003)
- TIA/EIA-568-B.2-1 “Commercial Building Telecommunications Cabling Standard Part 2: Balanced Twisted-Pair Cabling Components – Addendum 1 – Transmission Performance Specifications for 4-Pair 100 ohm Category 6 Cabling” - (junio de 2002)
- TIA/EIA-568-B.2-2 “Commercial Building Telecommunications Cabling Standard Part 2: Balanced Twisted-Pair Cabling Components – Addendum 2 – Revision of Sub-clauses” - (diciembre de 2001)
- TIA/EIA-568-B.2-3 “”Commercial Building Telecommunications Cabling Standard Part 2: Balanced Twisted-Pair Cabling Components – Addendum 3 – Additional Considerations for Insertion Loss & Return Loss Pass/Fail Determination” - (marzo de 2002)
- TIA/EIA-568-B.2-4 “Commercial Building Telecommunications Cabling Standard Part 2: Balanced Twisted-Pair Cabling Components – Addendum 4 – Solderless Connection Reliability Requirements for Copper Connecting Hardware” - (junio de 2002)
- TIA/EIA-568-B.2-5 “Commercial Building Telecommunications Cabling Standard Part 2: Balanced Twisted-Pair Cabling Components – Addendum 5 – Corrections to TIA/EIA-568-B.2” – (enero de 2003)
- TIA/EIA-568-B.2-6 “Commercial Building Telecommunications Cabling Standard Part 2: Balanced Twisted-Pair Cabling Components – Addendum 6 – Category 6 Related Component Test Procedures” – (diciembre de 2003)
- TIA/EIA-568-B.2-11 “Commercial Building Telecommunications Cabling Standard Part 2: Balanced Twisted-Pair Cabling Components – Addendum 11 - Specification of 4-Pair UTP and SCTP Cabling” – (diciembre de 2005)
- TIA/EIA-568-3 “Optical Fiber Cabling Components Standard” - (abril de 2002)
- TIA/EIA-568-3.1 “Optical Fiber Cabling Components Standard – Addendum 1 – Additional Transmission Performance Specifications for 50/125 μm Optical Fiber Cables” – (abril de 2002)
- TIA-569-B “Commercial Building Standard for Telecommunications Pathways and Spaces” - (octubre de 2004)
- TIA-598-C “Optical Fiber Cable Color Coding” - (enero de 2005)
- TIA/EIA-606-A “Administration Standard for Commercial Telecommunications Infrastructure” - (mayo de 2002)
- J-STD-607-A “Commercial Building Grounding (Earthing) and Bonding Requirements for Telecommunications” - (octubre de 2002)